# Hristo Stoičkov
Hristo Stoičkov (in bulgaro Христо Стоичков?; Plovdiv, 8 febbraio 1966) è un ex calciatore e allenatore di calcio bulgaro, di ruolo attaccante.
Noto con il soprannome di Kamata (in italiano "Pugnale") e ai tempi del Barcellona Ayatollah, per via del suo gesto che consisteva nell'alzare le braccia al cielo, è ritenuto come il più forte calciatore bulgaro di tutti i tempi. Nel 2003 venne insignito del titolo onorifico di Golden Player della Bulgaria come miglior giocatore bulgaro dell'ultimo mezzo secolo (1954-2003). Vincitore del Pallone d'oro nel 1994, nel marzo del 2004 Pelé l'ha anche inserito nella FIFA 100, la lista dei 125 migliori calciatori viventi, redatta in occasione del Centenario della FIFA.
Ha raggiunto diversi successi con la maglia del Barcellona ed ha militato per tredici anni nella nazionale bulgara. Tranne che in rare occasioni, durante la sua carriera ha sempre indossato il numero 8, sia con i club sia con la nazionale bulgara.

## Biografia
(Motto preferito da Stoičkov)
Nasce a Plovdiv da Stoičko, e da Penka, operaia, che decidono di dargli il nome del nonno, Hristo. Vive un'infanzia difficile. Arruolatosi nell'esercito, Stoičkov raggiunge il grado di maresciallo, riuscendo però a mantenersi grazie alla carriera da calciatore, guadagnando 2 milioni al mese. Ha una moglie, Mariana, e due figlie, Hristina e Mihaela.
Nei primi di luglio del 1995 va a Costanza per il matrimonio dell'amico Gheorghe Hagi. Nel gennaio del 1996 fonda un istituto di credito assieme ad altri tre soci. Nei primi giorni di luglio 1996, è data notizia della morte del fratello di Stoičkov, Zanko, poi risultata falsa: il fratello, vivo, era però ricoverato a causa dell'ingestione di barbiturici.
Negli anni novanta i giornalisti spagnoli Paco Aguilar e Xavier Torres scrivono un libro su Stoičkov, dal titolo Ciento per ciento: il libro, pubblicato e tradotto in bulgaro, è acquistato dal presidente della federazione calcistica della Bulgaria, Hristo Danov, e i proventi sono devoluti in beneficenza a un orfanotrofio. Durante il suo periodo in Spagna, riesce a legare rapporti d'amicizia con Romário, che durante gli anni s'inasprisce, e con Diego Armando Maradona.

## Caratteristiche tecniche
Seconda punta o centravanti mancino dal carattere scontroso, era un talento, poi divenuto fuoriclasse nei suoi anni a Barcellona. Attaccante prolifico implacabile, si fa notare anche come assist-man, contribuendo al successo del gioco offensivo del Barcellona di Cruijff, dal quale è spesso schierato sulla fascia sinistra. Bravo sia con l'interno sia con l'esterno del piede e in grado di effettuare lanci precisi per i compagni, durante le partite alternava momenti di pigrizia ad altri più brevi dove giocava in modo molto rapido.

## Carriera

### Calciatore

#### Club

##### CSKA Sofia
Cresciuto nel Indomita, Stoičkov, mancino, si fece notare nelle file del CSKA Sofia (per un breve periodo questo club fu denominato CFKA Srede Sofia), con cui fu capocannoniere del campionato bulgaro del 1988-1989, con 23 gol, e di quello successivo, con 38 gol in 30 partite che valsero al club il titolo e al giocatore la vittoria della Scarpa d'oro (nella stessa annata il CSKA vinse anche la Coppa di Bulgaria). Nel 1985 Stoičkov realizzò quattro gol nella finale d'andata della Coppa di Bulgaria contro gli storici rivali del Levski Sofia, incontro vinto per 5-0. Nella sfida di ritorno scese in campo con il provocatorio numero 4: a fine partita fu coinvolto in una rissa che costrinse il partito comunista bulgaro a sciogliere le due società e a sanzionare i colpevoli, tra i quali anche Stoičkov, inizialmente radiato, ma infine punito con un anno di squalifica, poi ridotto a sei mesi, a causa della quale saltò il Mondiale del 1986 in Messico. Trascorse il periodo lontano dai campi in un collegio militare. Nella Coppa delle Coppe 1988-1989 s'impose come capocannoniere con 7 marcature, portando il CSKA fino alla semifinale, persa per 6-3 nel doppio confronto contro il Barcellona di Johan Cruijff, che notò il giovane talento bulgaro.

##### Barcellona
Fortemente voluto da Cruijff, Stoičkov venne acquistato dal Barcellona nell'estate del 1990. In Spagna l'attaccante bulgaro dimostrò subito il proprio temperamento: durante la finale di Coppa di Spagna contro il Real Madrid, in seguito all'espulsione di Cruijff, Stoičkov diede un pestone all'arbitro Urizar che, rimasto infortunato per qualche minuto, fu medicato dal massaggiatore del Barcellona. A fine partita gli fu comminata una squalifica di sei mesi, in seguito ridotta a dieci incontri. In Catalogna il calciatore non riuscì inizialmente ad ambientarsi: Cruijff decise di farlo seguire sia in campo sia fuori dal capitano della squadra, Bakero. Pare, inoltre, che nello spogliatoio il bulgaro derubasse i propri compagni, voci non del tutto dissipate dallo stesso Stoičkov.
Dopo qualche anno divenne, tuttavia, l'idolo dei tifosi blaugrana e leader indiscusso della squadra, classificandosi inoltre secondo nella graduatoria del Pallone d'oro 1992, vinto da van Basten. All'inizio della stagione 1992-1993 decise di ridursi l'ingaggio di 300 milioni, realizzò 20 gol in 34 partite e si piazzò al terzo posto nella classifica dei marcatori della massima serie spagnola. Nella stagione seguente realizzò 25 gol in 50 partite in tutte le competizioni: in una sfida di campionato contro il Siviglia, giocata nel maggio del 1994, pochi giorni prima della finale di UEFA Champions League contro il Milan, il bulgaro realizzò una doppietta, ottenendo la palma di migliore in campo.
In finale, nonostante le assenze di Franco Baresi e di Alessandro Costacurta in difesa, la squadra italiana batté il Barcellona con un netto 4-0. Alla fine dell'anno solare 1994, Stoičkov, favorito, vinse nettamente il Pallone d'oro. A fine anno, durante un incontro di beneficenza, devolse 50 milioni di lire all'UNICEF. Successivamente annunciò d'aver prolungato il contratto con gli azulgrana fino al 1998, allungando di due anni il precedente accordo che scadeva nel 1996. Terminò la sua prima esperienza catalana con quattro titoli spagnoli e una Coppa dei Campioni.

##### Parma

Stoičkov al Parma nel 1995, in azione sul campo del Padova.

Nonostante nel corso degli anni Cruijff sia rimasto un grande estimatore del bulgaro, durante il 1992 i rapporti tra i due s'incrinarono fino a deteriorarsi nel 1995, a causa dei continui atteggiamenti conflittuali e di alcune distrazioni tattiche da parte di Stoičkov. Messo sul mercato, il bulgaro fu acquistato dal Parma il 2 luglio per 12 miliardi di lire, firmando un triennale da 3 miliardi di lire a stagione, che lo usò anche come uomo-sponsor della Parmalat negli USA; l'accordo prevedeva anche un eventuale analogo ruolo nell'Europa orientale a fine carriera.
Durante un'amichevole precampionato s'infortunò a una gamba. Nevio Scala decise di usarlo come centravanti nel 4-3-3 ma, fin dalla sua prima presenza, Stoičkov fu relegato a "riserva d'onore" di Filippo Inzaghi e Gianfranco Zola, non riuscendo a incidere all'esordio contro l'Atalanta (1-1), nonostante un gol segnato. Nel novembre del 1995 donò 100 000 dollari a un centro per lo sviluppo di Sofia. In quattro mesi visse una prima metà di stagione altalenante, in cui non riuscì a intendersi con Zola e si mostrò fuori forma e privo di grande resistenza, ma nonostante ciò non ammise di essere in ritardo di condizione.
Durante quella che è considerata la migliore partita stagionale del bulgaro, contro l'Inter, dopo aver segnato la rete del vantaggio nei primi minuti viene sostituito a partita in corso da Scala e gli avversari raggiunsero l'1-1. A fine campionato conta 23 partite e 5 gol (più 2 gol in Coppa delle Coppe), vivendo una stagione incolore e sotto le aspettative. Durante il mese di marzo, criticando la società e il calcio italiano, chiede di essere ceduto nell'estate del 1996.

##### Il ritorno al Barcellona e gli ultimi anni
Ritornato a Barcellona per circa 4,5 miliardi di lire (il contratto stipulato col Parma nell'estate del 1995 prevedeva una penale di 13 miliardi di lire nel caso in cui la società italiana avesse ceduto Stoičkov nella stagione successiva a un'altra squadra italiana o a una spagnola) il 14 luglio 1996, nella stagione 1996-1997 il bulgaro riuscì a intendersi con Ronaldo, nonostante partisse frequentemente dalla panchina.
Dopo aver avuto dei dissapori con van Gaal, alla scadenza del biennale, nel gennaio del 1998 tornò in patria, al CSKA Sofia, dove collezionò poche presenze. Nell'aprile del 1998, pochi giorni prima della finale di Coppa di Bulgaria (che il CSKA, privo di lui, avrebbe perso per 5-0 contro il Levski Sofia), lasciò il club e accettò l'offerta di 250 000 dollari del club saudita dell'Al-Nassr, che gli propose un contratto per due sole partite. Collezionò dunque 2 presenze con il club nella Coppa delle Coppe dell'AFC 1997-1998. In semifinale, contro i turkmeni del Köpetdag Aşgabat, fornì un assist e si procurò un calcio di rigore: nella circostanza, strappò la palla al compagno di squadra che si apprestava a batterlo, al fine di segnare e ottenere in premio la Mercedes promessa dal principe proprietario del club a chi avesse segnato per primo nella partita, ma colpì il palo. In finale i sudcoreani del Suwon Bluewings furono battuti dai sauditi grazie ad una sua rete, che valse la vittoria del trofeo. Stoičkov si spostò quindi in Giappone, vestendo la maglia del Kashiwa Reysol: nel paese nipponico mise a referto 28 presenze e 13 reti, vincendo una Coppa dell'Imperatore. Chiuse la carriera negli Stati Uniti d'America, disputando tre stagioni con il Chicago Fire (17 gol in 51 partite di campionato), con cui vinse la US Open Cup del 2000 (suo il primo gol nella finale della competizione), e una con i D.C. United. Si ritirò dal calcio giocato nel 2003.

#### Nazionale
Debuttò nella nazionale bulgara Under-21 nel 1986 e vi militò sino al 1987, totalizzando 17 presenze e 8 gol.
Esordì in nazionale maggiore il 23 settembre 1987, in una partita di qualificazione al campionato d'Europa 1988 contro il Belgio. Alla quarta presenza realizzò la sua prima marcatura in nazionale, nella partita amichevole persa per 3-2 a Doha contro il Qatar. Divenuto ben presto il capitano della squadra, ne fu un punto di riferimento per i successivi tredici anni.
Nel corso delle qualificazioni al campionato del mondo 1994 segnò 5 gol, che aiutarono la nazionale bulgara a qualificarsi alla fase finale, centrando l'appuntamento con un grande torneo, da cui mancava dal 1986. Mantenne inoltre la promessa di devolvere il premio di 100 000 dollari ottenuto in caso di qualificazione al campionato mondiale. Inserita nel gruppo D, negli Stati Uniti la Bulgaria iniziò perdendo per 3-0 contro la Nigeria, ma la vittoria per 4-0 nella successiva partita contro la Grecia, con Stoičkov autore di due gol su calcio di rigore, rimise in corsa i bulgari per la qualificazione. I successivi tre punti ottenuti contro l'Argentina grazie alla vittoria per 2-0 (con Stoičkov ancora a segno) consentirono alla nazionale bulgara di superare il primo turno. In seguito Stoičkov rimediò uno stiramento che gli impedì di prendere parte agli allenamenti. Agli ottavi di finale la Bulgaria pareggiò per 1-1 contro il Messico grazie a un'altra realizzazione di Stoičkov: ai rigori i centroamericani persero per 3-1. Ai quarti di finale i bulgari sconfissero per 2-1 in rimonta la Germania campione del mondo in carica, grazie anche a un altro gol di Stoičkov, che segnò su calcio di punizione. Alla fine di questa partita l'attaccante ottenne 1000 dollari come migliore in campo e decise di donare i soldi ottenuti per la vittoria a un orfanotrofio di Sofia. Alle semifinali un suo calcio di rigore non cambiò le sorti della partita contro l'Italia, che si impose per 2-1. Nella finale per il terzo posto la Bulgaria perse per 4-0 contro la Svezia, chiudendo al quarto posto, il miglior risultato della storia della nazionale. Al termine della manifestazione Stoičkov vinse la Scarpa d'oro del mondiale con 6 gol (a pari merito col russo Oleg Salenko) e il Pallone di bronzo del mondiale. Durante il mondiale si espresse pubblicamente nei confronti del proprio CT, Dimităr Penev, che giudicò migliore sul piano psicologico che su quello tattico.
Con la sua selezione Stoičkov disputò anche il campionato d'Europa 1996 in Inghilterra (3 gol in 3 partite e un gol annullato contro la Spagna), mancando per poco l'accesso i quarti di finale. Al termine dell'Europeo fu inserito nella formazione ideale del torneo. Giocò il campionato del mondo 1998 in Francia, senza però ottenere i risultati precedenti e venendo anche multato dopo essere rientrato in ritardo al ritiro con il compagno Ljuboslav Penev e dopo essere stato coinvolto in una rissa con Emil Kostadinov. Complessivamente Stoičkov ha giocato con la nazionale maggiore bulgara 83 partite e segnato 37 gol. Occupa il terzo posto nella classifica dei marcatori della nazionale.

### Allenatore
Nel 2003 Stoičkov inizia la carriera da allenatore. Comincia ad allenare squadre giovanili e poi il 15 dicembre diviene assistente tecnico del Barcellona. Dopo le tre sconfitte consecutive al campionato d'Europa 2004, il CT della nazionale bulgara Plamen Markov si dimette e il 15 luglio dello stesso anno Stoičkov è scelto per sostituirlo, firmando un biennale. Nel settembre del 2005 accusa il presidente dell'UEFA Lennart Johansson d'aver truccato l'incontro Svezia-Bulgaria, conclusosi 3-0, a favore dei padroni di casa, venendo denunciato dal dirigente svedese.
Pochi giorni dopo la federazione bulgara è costretta a fare delle scuse ufficiali a Johansson. Il 10 aprile 2007 Stoičkov si dimette a causa dei risultati negativi e diviene il nuovo allenatore del Celta Vigo. A fine stagione, nonostante la retrocessione in Segunda División, Stoičkov è riconfermato, rimanendo in carica solo fino all'8 ottobre 2007, quando è esonerato a causa di un inizio di campionato negativo. Dopo l'esonero comincia a lavorare come opinionista sportivo della televisione catalana.
Il 29 giugno 2009 è nominato allenatore del M. Sundowns, ma il 16 marzo 2010 non rinnova il contratto che lo lega alla squadra sudafricana, abbandonandola. Il 5 gennaio 2012 è ingaggiato dal Liteks Loveč in sostituzione di Atanas Džambazki. Durante il suo periodo al Liteks Loveč, minaccia pubblicamente il presidente della federazione calcistica della Bulgaria Borislav Mihajlov, venendo multato di circa 2500 €. Rimane alla guida fino al 31 maggio 2013. Il 5 giugno 2013 viene chiamato alla guida del CSKA Sofia, ma decide di dimettersi l'8 luglio, dopo solo un mese di gestione. A settembre dello stesso anno acquista la proprietà del club, ma non riuscirà a ripianarne i conti e lo venderà due anni più tardi.

## Fuori dal campo
Interpretò il ruolo di se stesso, con altre celebrità del pallone, in una serie televisiva del 1998 di Gary Lineker (diretta da Lloyd Stanton) dal titolo Golden Boots.

## Statistiche

### Presenze e reti nei club
Tra club, nazionale maggiore, Stoičkov ha giocato 866 partite segnando 319 reti, alla media di 0,36 gol a partita.
Statistiche aggiornate al termine della carriera da calciatore.
| Stagione              | Squadra               | Campionato            | Campionato | Campionato | Coppe nazionali | Coppe nazionali | Coppe nazionali | Coppe continentali | Coppe continentali | Coppe continentali | Altre coppe | Altre coppe | Altre coppe | Totale | Totale |
| Stagione              | Squadra               | Comp                  | Pres       | Reti       | Comp            | Pres            | Reti            | Comp               | Pres               | Reti               | Comp        | Pres        | Reti        | Pres   | Reti   |
| --------------------- | --------------------- | --------------------- | ---------- | ---------- | --------------- | --------------- | --------------- | ------------------ | ------------------ | ------------------ | ----------- | ----------- | ----------- | ------ | ------ |
| 1981-1982             | Maritsa Plovdiv       | B PFG                 | 1          | 0          | -               | -               | -               | -                  | -                  | -                  | -           | -           | -           | 1      | 0      |
| 1982-1983             | FC Hebros             |                       | 11         | 4          | -               | -               | -               | -                  | -                  | -                  | -           | -           | -           | 11     | 4      |
| 1983-1984             | FC Hebros             |                       | 21         | 10         | -               | -               | -               | -                  | -                  | -                  | -           | -           | -           | 21     | 10     |
| Totale FC Hebros      | Totale FC Hebros      | Totale FC Hebros      | 32         | 14         |                 | -               | -               |                    | -                  | -                  |             | -           | -           | 32     | 14     |
| 1984-1985             | CSKA Sofia            | A PFG                 | 11         | 0          | CB              | ?               | ?               | -                  | -                  | -                  | -           | -           | -           | 11     | 0      |
| 1985-1986             | CSKA Sofia            | A PFG                 | 0          | 0          | CB              | ?               | ?               | -                  | -                  | -                  | -           | -           | -           | 0      | 0      |
| 1986-1987             | CSKA Sofia            | A PFG                 | 25         | 6          | CB              | ?               | ?               | Int+CU             | 5+2                | 1+0                | -           | -           | -           | 32+    | 7+     |
| 1987-1988             | CSKA Sofia            | A PFG                 | 27         | 14         | CB              | ?               | ?               | CC                 | 2                  | 0                  | -           | -           | -           | 29+    | 14+    |
| 1988-1989             | CSKA Sofia            | A PFG                 | 26         | 23         | CB              | ?               | ?               | CdC                | 8                  | 7                  | -           | -           | -           | 34+    | 30+    |
| 1989-1990             | CSKA Sofia            | A PFG                 | 30         | 38         | CB              | ?               | ?               | CC                 | 5                  | 3                  | -           | -           | -           | 35+    | 41+    |
| 1990-1991             | Barcellona            | PD                    | 24         | 14         | CR              | 6               | 2               | CdC                | 8                  | 5                  | SS          | 1           | 0           | 39     | 21     |
| 1991-1992             | Barcellona            | PD                    | 32         | 17         | CR              | 2               | 1               | CC                 | 9                  | 4                  | SS          | 1           | 0           | 44     | 22     |
| 1992-1993             | Barcellona            | PD                    | 34         | 20         | CR              | 6               | 2               | UCL                | 6                  | 2                  | SS+SU+CInt  | 2+2+1       | 1+1+1       | 51     | 27     |
| 1993-1994             | Barcellona            | PD                    | 34         | 16         | CR              | 6               | 1               | UCL                | 8                  | 7                  | SS          | 2           | 1           | 50     | 25     |
| 1994-1995             | Barcellona            | PD                    | 27         | 9          | CR              | 4               | 5               | UCL                | 8                  | 3                  | SS          | 2           | 2           | 41     | 19     |
| 1995-1996             | Parma                 | A                     | 23         | 5          | CI              | 2               | 0               | CdC                | 5                  | 2                  | SI          | 1           | 0           | 31     | 7      |
| 1996-1997             | Barcellona            | PD                    | 22         | 7          | CR              | 6               | 1               | CdC                | 6                  | 0                  | SS          | 2           | 1           | 36     | 9      |
| 1997-1998             | Barcellona            | PD                    | 2          | 0          | CR              | 1               | 0               | UCL                | 2                  | 1                  | SS+SU       | 0+1         | 0           | 8      | 1      |
| Totale Barcellona     | Totale Barcellona     | Totale Barcellona     | 175        | 83         |                 | 31              | 12              |                    | 47                 | 22                 |             | 14          | 7           | 267    | 124    |
| 1998                  | CSKA Sofia            | A PFG                 | 4          | 1          | -               | -               | -               | -                  | -                  | -                  | -           | -           | -           | 4      | 1      |
| Totale CSKA Sofia     | Totale CSKA Sofia     | Totale CSKA Sofia     | 123        | 82         |                 | ?               | ?               |                    | 22                 | 11                 |             | -           | -           | 145+   | 93+    |
| 1998                  | Al-Nassr              | -                     | -          | -          | -               | -               | -               | CdCA               | 2                  | 1                  | -           | -           | -           | 2      | 1      |
| 1998                  | Kashiwa Reysol        | J1                    | 16         | 8          | CIMP+CYN        | 1+0             | 0               | -                  | -                  | -                  | -           | -           | -           | 17     | 8      |
| 1999                  | Kashiwa Reysol        | J1                    | 11         | 4          | CYN             | 1               | 1               | -                  | -                  | -                  | -           | -           | -           | 12     | 5      |
| Totale Kashiwa Reysol | Totale Kashiwa Reysol | Totale Kashiwa Reysol | 27         | 12         |                 | 2               | 1               |                    | -                  | -                  |             | -           | -           | 29     | 13     |
| 2000                  | Chicago Fire          | MLS                   | 18+7       | 9+4        | USOC            | 3               | 1               | -                  | -                  | -                  | -           | -           | -           | 21     | 10     |
| 2001                  | Chicago Fire          | MLS                   | 17+3       | 6+0        | USOC            | 3               | 2               | -                  | -                  | -                  | -           | -           | -           | 20     | 8      |
| 2002                  | Chicago Fire          | MLS                   | 16+3       | 2+0        | USOC            | 0               | 0               | -                  | -                  | -                  | -           | -           | -           | 16     | 2      |
| Totale Chicago Fire   | Totale Chicago Fire   | Totale Chicago Fire   | 51+13      | 17+4       |                 | 6               | 3               |                    | -                  | -                  |             | -           | -           | 70     | 24     |
| 2003                  | D.C. United           | MLS                   | 21+2       | 5+0        | USOC            | 3               | 1               | -                  | -                  | -                  | -           | -           | -           | 26     | 6      |
| Totale carriera       | Totale carriera       | Totale carriera       | 468        | 222        |                 | 44              | 17              |                    | 76                 | 36                 |             | 15          | 7           | 603    | 282    |

### Cronologia presenze e reti in nazionale
| Cronologia completa delle presenze e delle reti in nazionale ― Bulgaria | Cronologia completa delle presenze e delle reti in nazionale ― Bulgaria | Cronologia completa delle presenze e delle reti in nazionale ― Bulgaria | Cronologia completa delle presenze e delle reti in nazionale ― Bulgaria | Cronologia completa delle presenze e delle reti in nazionale ― Bulgaria | Cronologia completa delle presenze e delle reti in nazionale ― Bulgaria | Cronologia completa delle presenze e delle reti in nazionale ― Bulgaria | Cronologia completa delle presenze e delle reti in nazionale ― Bulgaria |
| Data                                                                    | Città                                                                   | In casa                                                                 | Risultato                                                               | Ospiti                                                                  | Competizione                                                            | Reti                                                                    | Note                                                                    |
| ----------------------------------------------------------------------- | ----------------------------------------------------------------------- | ----------------------------------------------------------------------- | ----------------------------------------------------------------------- | ----------------------------------------------------------------------- | ----------------------------------------------------------------------- | ----------------------------------------------------------------------- | ----------------------------------------------------------------------- |
| 23-9-1987                                                               | Sofia                                                                   | Bulgaria                                                                | 2 – 0                                                                   | Belgio                                                                  | Qual. Euro 1988                                                         | -                                                                       |                                                                         |
| 14-10-1987                                                              | Dublino                                                                 | Irlanda                                                                 | 2 – 0                                                                   | Bulgaria                                                                | Qual. Euro 1988                                                         | -                                                                       |                                                                         |
| 11-11-1987                                                              | Sofia                                                                   | Bulgaria                                                                | 0 – 1                                                                   | Scozia                                                                  | Qual. Euro 1988                                                         | -                                                                       |                                                                         |
| 21-1-1988                                                               | Doha                                                                    | Qatar                                                                   | 2 – 3                                                                   | Bulgaria                                                                | Amichevole                                                              | 1                                                                       |                                                                         |
| 29-1-1988                                                               | Il Cairo                                                                | Egitto                                                                  | 1 – 0                                                                   | Bulgaria                                                                | Amichevole                                                              | -                                                                       |                                                                         |
| 23-3-1988                                                               | Sofia                                                                   | Bulgaria                                                                | 2 – 0                                                                   | Cecoslovacchia                                                          | Amichevole                                                              | -                                                                       |                                                                         |
| 13-4-1988                                                               | Burgas                                                                  | Bulgaria                                                                | 1 – 1                                                                   | Germania Est                                                            | Amichevole                                                              | -                                                                       |                                                                         |
| 4-8-1988                                                                | Vaasa                                                                   | Finlandia                                                               | 1 – 1                                                                   | Bulgaria                                                                | Amichevole                                                              | -                                                                       |                                                                         |
| 7-8-1988                                                                | Reykjavík                                                               | Islanda                                                                 | 2 – 3                                                                   | Bulgaria                                                                | Amichevole                                                              | -                                                                       |                                                                         |
| 9-8-1988                                                                | Oslo                                                                    | Norvegia                                                                | 1 – 1                                                                   | Bulgaria                                                                | Amichevole                                                              | 1                                                                       |                                                                         |
| 21-9-1988                                                               | Sofia                                                                   | Bulgaria                                                                | 2 – 2                                                                   | Unione Sovietica                                                        | Amichevole                                                              | 1                                                                       |                                                                         |
| 24-9-1988                                                               | Białystok                                                               | Polonia                                                                 | 3 – 2                                                                   | Bulgaria                                                                | Amichevole                                                              | 1                                                                       |                                                                         |
| 19-10-1988                                                              | Sofia                                                                   | Bulgaria                                                                | 1 – 3                                                                   | Romania                                                                 | Qual. Mondiali 1990                                                     | -                                                                       |                                                                         |
| 2-11-1988                                                               | Copenaghen                                                              | Danimarca                                                               | 1 – 1                                                                   | Bulgaria                                                                | Qual. Mondiali 1990                                                     | -                                                                       |                                                                         |
| 24-12-1988                                                              | Sharjah                                                                 | Emirati Arabi Uniti                                                     | 0 – 1                                                                   | Bulgaria                                                                | Amichevole                                                              | -                                                                       |                                                                         |
| 21-2-1989                                                               | Sofia                                                                   | Bulgaria                                                                | 1 – 2                                                                   | Unione Sovietica                                                        | Amichevole                                                              | -                                                                       |                                                                         |
| 22-3-1989                                                               | Sofia                                                                   | Bulgaria                                                                | 1 – 2                                                                   | Germania Est                                                            | Amichevole                                                              | -                                                                       |                                                                         |
| 26-4-1989                                                               | Sofia                                                                   | Bulgaria                                                                | 0 – 2                                                                   | Danimarca                                                               | Qual. Mondiali 1990                                                     | -                                                                       |                                                                         |
| 17-5-1989                                                               | Bucarest                                                                | Romania                                                                 | 1 – 0                                                                   | Bulgaria                                                                | Qual. Mondiali 1990                                                     | -                                                                       |                                                                         |
| 23-8-1989                                                               | Erfurt                                                                  | Germania Est                                                            | 1 – 1                                                                   | Bulgaria                                                                | Amichevole                                                              | -                                                                       |                                                                         |
| 20-9-1989                                                               | Cesena                                                                  | Italia                                                                  | 4 – 0                                                                   | Bulgaria                                                                | Amichevole                                                              | -                                                                       | cap.                                                                    |
| 11-10-1989                                                              | Varna                                                                   | Bulgaria                                                                | 4 – 0                                                                   | Grecia                                                                  | Qual. Mondiali 1990                                                     | 1                                                                       | cap.                                                                    |
| 15-11-1989                                                              | Atene                                                                   | Grecia                                                                  | 1 – 0                                                                   | Bulgaria                                                                | Qual. Mondiali 1990                                                     | -                                                                       |                                                                         |
| 5-5-1990                                                                | Campinas                                                                | Brasile                                                                 | 2 – 1                                                                   | Bulgaria                                                                | Amichevole                                                              | -                                                                       | cap.                                                                    |
| 12-9-1990                                                               | Ginevra                                                                 | Svizzera                                                                | 2 – 0                                                                   | Bulgaria                                                                | Qual. Euro 1992                                                         | -                                                                       |                                                                         |
| 17-10-1990                                                              | Bucarest                                                                | Romania                                                                 | 0 – 3                                                                   | Bulgaria                                                                | Qual. Euro 1992                                                         | -                                                                       |                                                                         |
| 14-11-1990                                                              | Sofia                                                                   | Bulgaria                                                                | 1 – 1                                                                   | Scozia                                                                  | Qual. Euro 1992                                                         | -                                                                       | cap.                                                                    |
| 25-9-1991                                                               | Sofia                                                                   | Bulgaria                                                                | 2 – 1                                                                   | Italia                                                                  | Amichevole                                                              | 1                                                                       | cap.                                                                    |
| 16-10-1991                                                              | Sofia                                                                   | Bulgaria                                                                | 4 – 0                                                                   | San Marino                                                              | Qual. Euro 1992                                                         | 1                                                                       |                                                                         |
| 20-11-1991                                                              | Sofia                                                                   | Bulgaria                                                                | 1 – 1                                                                   | Romania                                                                 | Qual. Euro 1992                                                         | -                                                                       |                                                                         |
| 28-4-1992                                                               | Berna                                                                   | Svizzera                                                                | 0 – 2                                                                   | Bulgaria                                                                | Amichevole                                                              | -                                                                       |                                                                         |
| 14-5-1992                                                               | Helsinki                                                                | Finlandia                                                               | 0 – 3                                                                   | Bulgaria                                                                | Qual. Mondiali 1994                                                     | -                                                                       | 69’                                                                     |
| 19-8-1992                                                               | Sofia                                                                   | Bulgaria                                                                | 1 – 1                                                                   | Messico                                                                 | Amichevole                                                              | 1                                                                       |                                                                         |
| 9-9-1992                                                                | Sofia                                                                   | Bulgaria                                                                | 2 – 0                                                                   | Francia                                                                 | Qual. Mondiali 1994                                                     | 1                                                                       |                                                                         |
| 2-12-1992                                                               | Tel Aviv                                                                | Israele                                                                 | 0 – 3                                                                   | Bulgaria                                                                | Qual. Mondiali 1994                                                     | -                                                                       |                                                                         |
| 14-4-1993                                                               | Vienna                                                                  | Austria                                                                 | 3 – 1                                                                   | Bulgaria                                                                | Qual. Mondiali 1994                                                     | -                                                                       |                                                                         |
| 28-4-1993                                                               | Sofia                                                                   | Bulgaria                                                                | 2 – 0                                                                   | Finlandia                                                               | Qual. Mondiali 1994                                                     | 1                                                                       |                                                                         |
| 12-5-1993                                                               | Sofia                                                                   | Bulgaria                                                                | 2 – 2                                                                   | Israele                                                                 | Qual. Mondiali 1994                                                     | 1                                                                       |                                                                         |
| 8-9-1993                                                                | Sofia                                                                   | Bulgaria                                                                | 1 – 1                                                                   | Svezia                                                                  | Qual. Mondiali 1994                                                     | 1                                                                       | cap.                                                                    |
| 13-10-1993                                                              | Sofia                                                                   | Bulgaria                                                                | 4 – 1                                                                   | Austria                                                                 | Qual. Mondiali 1994                                                     | 1                                                                       |                                                                         |
| 17-11-1993                                                              | Parigi                                                                  | Francia                                                                 | 1 – 2                                                                   | Bulgaria                                                                | Qual. Mondiali 1994                                                     | -                                                                       |                                                                         |
| 3-6-1994                                                                | Sofia                                                                   | Bulgaria                                                                | 1 – 1                                                                   | Ucraina                                                                 | Amichevole                                                              | -                                                                       | cap.                                                                    |
| 21-6-1994                                                               | Dallas                                                                  | Nigeria                                                                 | 3 – 0                                                                   | Bulgaria                                                                | Mondiali 1994 - 1º turno                                                | -                                                                       |                                                                         |
| 26-6-1994                                                               | Chicago                                                                 | Bulgaria                                                                | 4 – 0                                                                   | Grecia                                                                  | Mondiali 1994 - 1º turno                                                | 2                                                                       |                                                                         |
| 30-6-1994                                                               | Dallas                                                                  | Argentina                                                               | 0 – 2                                                                   | Bulgaria                                                                | Mondiali 1994 - 1º turno                                                | 1                                                                       | 7’                                                                      |
| 5-7-1994                                                                | New York                                                                | Messico                                                                 | 1 – 1 dts (1 – 3 dtr)                                                   | Bulgaria                                                                | Mondiali 1994 - Ottavi di finale                                        | 1                                                                       |                                                                         |
| 10-7-1994                                                               | New York                                                                | Bulgaria                                                                | 2 – 1                                                                   | Germania                                                                | Mondiali 1994 - Quarti di finale                                        | 1                                                                       | 82’ 85’                                                                 |
| 13-7-1994                                                               | New York                                                                | Bulgaria                                                                | 1 – 2                                                                   | Italia                                                                  | Mondiali 1994 - Semifinale                                              | 1                                                                       | 79’                                                                     |
| 16-7-1994                                                               | Pasadena                                                                | Svezia                                                                  | 4 – 0                                                                   | Bulgaria                                                                | Mondiali 1994 - Finale 3º posto                                         | -                                                                       |                                                                         |
| 12-10-1994                                                              | Sofia                                                                   | Bulgaria                                                                | 2 – 0                                                                   | Georgia                                                                 | Qual. Euro 1996                                                         | -                                                                       | cap.                                                                    |
| 16-11-1994                                                              | Sofia                                                                   | Bulgaria                                                                | 4 – 1                                                                   | Moldavia                                                                | Qual. Euro 1996                                                         | 2                                                                       |                                                                         |
| 14-12-1994                                                              | Cardiff                                                                 | Galles                                                                  | 0 – 3                                                                   | Bulgaria                                                                | Qual. Euro 1996                                                         | 1                                                                       |                                                                         |
| 29-3-1995                                                               | Sofia                                                                   | Bulgaria                                                                | 3 – 1                                                                   | Galles                                                                  | Qual. Euro 1996                                                         | -                                                                       |                                                                         |
| 26-4-1995                                                               | Chișinău                                                                | Moldavia                                                                | 0 – 3                                                                   | Bulgaria                                                                | Qual. Euro 1996                                                         | 2                                                                       | 76’                                                                     |
| 7-6-1995                                                                | Sofia                                                                   | Bulgaria                                                                | 3 – 2                                                                   | Germania                                                                | Qual. Euro 1996                                                         | 2                                                                       |                                                                         |
| 6-9-1995                                                                | Tirana                                                                  | Albania                                                                 | 1 – 1                                                                   | Bulgaria                                                                | Qual. Euro 1996                                                         | 1                                                                       |                                                                         |
| 7-10-1995                                                               | Sofia                                                                   | Bulgaria                                                                | 3 – 0                                                                   | Albania                                                                 | Qual. Euro 1996                                                         | -                                                                       |                                                                         |
| 11-10-1995                                                              | Tbilisi                                                                 | Georgia                                                                 | 2 – 1                                                                   | Bulgaria                                                                | Qual. Euro 1996                                                         | 1                                                                       |                                                                         |
| 15-11-1995                                                              | Berlino                                                                 | Germania                                                                | 3 – 1                                                                   | Bulgaria                                                                | Qual. Euro 1996                                                         | 1                                                                       | cap.                                                                    |
| 28-5-1996                                                               | Sofia                                                                   | Bulgaria                                                                | 3 – 0                                                                   | Macedonia                                                               | Amichevole                                                              | 1                                                                       |                                                                         |
| 2-6-1996                                                                | Sofia                                                                   | Bulgaria                                                                | 4 – 1                                                                   | Emirati Arabi Uniti                                                     | Amichevole                                                              | 1                                                                       |                                                                         |
| 9-6-1996                                                                | Leeds                                                                   | Spagna                                                                  | 1 – 1                                                                   | Bulgaria                                                                | Euro 1996 - 1º turno                                                    | 1                                                                       | 29’                                                                     |
| 13-6-1996                                                               | Newcastle upon Tyne                                                     | Bulgaria                                                                | 1 – 0                                                                   | Romania                                                                 | Euro 1996 - 1º turno                                                    | 1                                                                       |                                                                         |
| 18-6-1996                                                               | Newcastle upon Tyne                                                     | Francia                                                                 | 3 – 1                                                                   | Bulgaria                                                                | Euro 1996 - 1º turno                                                    | 1                                                                       |                                                                         |
| 8-6-1997                                                                | Burgas                                                                  | Bulgaria                                                                | 4 – 0                                                                   | Lussemburgo                                                             | Qual. Mondiali 1998                                                     | 1                                                                       |                                                                         |
| 20-8-1997                                                               | Sofia                                                                   | Bulgaria                                                                | 1 – 0                                                                   | Israele                                                                 | Qual. Mondiali 1998                                                     | -                                                                       |                                                                         |
| 10-9-1997                                                               | Sofia                                                                   | Bulgaria                                                                | 1 – 0                                                                   | Russia                                                                  | Qual. Mondiali 1998                                                     | -                                                                       |                                                                         |
| 11-10-1997                                                              | Mosca                                                                   | Russia                                                                  | 4 – 2                                                                   | Bulgaria                                                                | Qual. Mondiali 1998                                                     | -                                                                       | 54’                                                                     |
| 10-3-1998                                                               | Buenos Aires                                                            | Argentina                                                               | 2 – 0                                                                   | Bulgaria                                                                | Amichevole                                                              | -                                                                       | cap.                                                                    |
| 25-3-1998                                                               | Skopje                                                                  | Macedonia                                                               | 1 – 0                                                                   | Bulgaria                                                                | Amichevole                                                              | -                                                                       |                                                                         |
| 5-6-1998                                                                | Sofia                                                                   | Bulgaria                                                                | 2 – 0                                                                   | Algeria                                                                 | Amichevole                                                              | 1                                                                       |                                                                         |
| 12-6-1998                                                               | Montpellier                                                             | Bulgaria                                                                | 0 – 0                                                                   | Paraguay                                                                | Mondiali 1998 - 1º turno                                                | -                                                                       | 45+1’                                                                   |
| 19-6-1998                                                               | Parigi                                                                  | Nigeria                                                                 | 1 – 0                                                                   | Bulgaria                                                                | Mondiali 1998 - 1º turno                                                | -                                                                       |                                                                         |
| 24-6-1998                                                               | Lione                                                                   | Spagna                                                                  | 6 – 1                                                                   | Bulgaria                                                                | Mondiali 1998 - 1º turno                                                | -                                                                       | 46’                                                                     |
| 6-9-1998                                                                | Sofia                                                                   | Bulgaria                                                                | 0 – 3                                                                   | Polonia                                                                 | Qual. Euro 2000                                                         | -                                                                       | cap.                                                                    |
| 10-10-1998                                                              | Londra                                                                  | Inghilterra                                                             | 0 – 0                                                                   | Bulgaria                                                                | Qual. Euro 2000                                                         | -                                                                       | cap. 59’                                                                |
| 14-10-1998                                                              | Burgas                                                                  | Bulgaria                                                                | 0 – 1                                                                   | Svezia                                                                  | Qual. Euro 2000                                                         | -                                                                       | cap.                                                                    |
| 24-12-1998                                                              | Agadir                                                                  | Marocco                                                                 | 4 – 1                                                                   | Bulgaria                                                                | Amichevole                                                              | -                                                                       | cap.                                                                    |
| 16-2-1999                                                               | Hong Kong                                                               | Egitto                                                                  | 3 – 1                                                                   | Bulgaria                                                                | Lunar New Year Cup 1999 - Semifinale                                    | -                                                                       | cap.                                                                    |
| 19-2-1999                                                               | Hong Kong                                                               | Hong Kong League XI                                                     | 0 – 3                                                                   | Bulgaria                                                                | Lunar New Year Cup 1999 - Finale 3º posto                               | 1                                                                       | cap.                                                                    |
| 27-3-1999                                                               | Bruxelles                                                               | Belgio                                                                  | 0 – 1                                                                   | Bulgaria                                                                | Amichevole                                                              | -                                                                       | cap.                                                                    |
| 31-3-1999                                                               | Lussemburgo                                                             | Lussemburgo                                                             | 0 – 3                                                                   | Bulgaria                                                                | Qual. Euro 2000                                                         | 1                                                                       | cap. 72’                                                                |
| 4-6-1999                                                                | Varsavia                                                                | Polonia                                                                 | 2 – 0                                                                   | Bulgaria                                                                | Qual. Euro 2000                                                         | -                                                                       | cap. 64’                                                                |
| 9-6-1999                                                                | Sofia                                                                   | Bulgaria                                                                | 1 – 1                                                                   | Inghilterra                                                             | Qual. Euro 2000                                                         | -                                                                       | cap. 73’                                                                |
| Totale                                                                  |                                                                         | Presenze (8º posto)                                                     | 84                                                                      |                                                                         | Reti (3º posto)                                                         | 38                                                                      |                                                                         |

### Statistiche da allenatore

#### Club
| Stagione            | Squadra             | Campionato          | Campionato | Campionato | Campionato | Campionato | Coppe nazionali | Coppe nazionali | Coppe nazionali | Coppe nazionali | Coppe nazionali | Coppe continentali | Coppe continentali | Coppe continentali | Coppe continentali | Coppe continentali | Altre coppe | Altre coppe | Altre coppe | Altre coppe | Altre coppe | Totale | Totale | Totale | Totale | % Vittorie | Piazzamento   |
| Stagione            | Squadra             | Comp                | G          | V          | N          | P          | Comp            | G               | V               | N               | P               | Comp               | G                  | V                  | N                  | P                  | Comp        | G           | V           | N           | P           | G      | V      | N      | P      | %          | Piazzamento   |
| ------------------- | ------------------- | ------------------- | ---------- | ---------- | ---------- | ---------- | --------------- | --------------- | --------------- | --------------- | --------------- | ------------------ | ------------------ | ------------------ | ------------------ | ------------------ | ----------- | ----------- | ----------- | ----------- | ----------- | ------ | ------ | ------ | ------ | ---------- | ------------- |
| apr.-giu. 2007      | Celta Vigo          | PD                  | 9          | 4          | 0          | 5          | CR              | 0               | 0               | 0               | 0               | -                  | -                  | -                  | -                  | -                  | -           | -           | -           | -           | -           | 9      | 4      | 0      | 5      | 44,44      | Sub 18° (ret) |
| lug.-ott. 2007      | Celta Vigo          | SD                  | 7          | 3          | 1          | 3          | CR              | 0               | 0               | 0               | 0               | -                  | -                  | -                  | -                  | -                  | -           | -           | -           | -           | -           | 7      | 3      | 1      | 3      | 42,86      | Eson          |
| Totale Celta Vigo   | Totale Celta Vigo   | Totale Celta Vigo   | 16         | 7          | 1          | 8          |                 | 0               | 0               | 0               | 0               |                    | -                  | -                  | -                  | -                  |             | -           | -           | -           | -           | 16     | 7      | 1      | 8      | 43,75      |               |
| 2009-2010           | M. Sundowns         | PD                  | 30         | 16         | 8          | 6          | CS+CdL          | 4+2             | 3+1             | 1               | 0+1             | -                  | -                  | -                  | -                  | -                  | -           | -           | -           | -           | -           | 36     | 20     | 9      | 7      | 55,56      | 2°            |
| gen.-mag. 2012      | Liteks Loveč        | PFG                 | 16         | 10         | 4          | 2          | CB              | 2               | 1               | 0               | 1               | -                  | -                  | -                  | -                  | -                  | -           | -           | -           | -           | -           | 18     | 11     | 4      | 3      | 61,11      | Sub, 5°       |
| 2012-2013           | Liteks Loveč        | PFG                 | 30         | 15         | 5          | 10         | CB              | 4               | 3               | 0               | 1               | -                  | -                  | -                  | -                  | -                  | -           | -           | -           | -           | -           | 34     | 18     | 5      | 11     | 52,94      | 5°            |
| Totale Liteks Lovec | Totale Liteks Lovec | Totale Liteks Lovec | 46         | 25         | 9          | 12         |                 | 6               | 4               | 1               | 1               |                    | -                  | -                  | -                  | -                  |             | -           | -           | -           | -           | 52     | 29     | 10     | 13     | 55,77      |               |
| giu.-lug. 2013      | CSKA Sofia          | PL                  | -          | -          | -          | -          | CB              | -               | -               | -               | -               | UEL                | -                  | -                  | -                  | -                  | -           | -           | -           | -           | -           | -      | -      | -      | -      | -          | Dim.          |
| Totale carriera     | Totale carriera     | Totale carriera     | 92         | 48         | 18         | 26         |                 | 12              | 8               | 2               | 2               |                    | -                  | -                  | -                  | -                  |             | -           | -           | -           | -           | 104    | 56     | 20     | 28     | 53,85      |               |

## Palmarès

### Giocatore

#### Club

##### Competizioni nazionali
- Campionato bulgaro: 3

CSKA Sofia: 1986-1987; 1988-1989; 1989-1990
- Coppa di Bulgaria: 4

CSKA Sofia: 1984-1985; 1986-1987; 1988-1989; 1989-1990
- Supercoppa di Bulgaria: 1

CSKA Sofia: 1989
- Campionato spagnolo: 4

Barcellona: 1990-1991; 1991-1992; 1992-1993; 1993-1994
- Supercoppa di Spagna: 4

Barcellona: 1991; 1992; 1994; 1996
- Coppa di Spagna: 1

Barcellona: 1996-1997
- Coppa dell'Imperatore: 1

Kashiwa Reysol: 1999
- Lamar Hunt U.S. Open Cup: 1

Chicago Fire: 2000

##### Competizioni internazionali
- Coppa dei Campioni: 1

Barcellona: 1991-1992
- Supercoppa UEFA: 2

Barcellona: 1992; 1997
- Coppa delle Coppe: 1

Barcellona: 1996-1997
- Coppa delle Coppe dell'AFC: 1

Al-Nassr: 1997-1998

#### Individuale
- Capocannoniere del campionato bulgaro: 2

1989 (23 gol); 1990 (38 gol)
- Capocannoniere della Coppa delle Coppe UEFA: 1

1988-1989 (7 gol)
- Scarpa d'oro: 1

1990 (38 gol)
- Pallone d'oro: 1

1994
- Capocannoniere del Campionato mondiale di calcio: 1

1994 (6 gol)
- Scarpa d'oro Adidas: 1[59]

1994 (6 gol)
- Calciatore bulgaro dell'anno: 5

1989; 1990; 1991; 1992; 1994
- Onze d'or: 1

1992
- Onze d'argent: 1

1994
- MLS Best XI: 1

2000
- Inserito nel FIFA 100 (2004)
- Inserito nelle "Leggende del Calcio" del Golden Foot (2007)

### Videografia
- Federico Ferri e Federico Buffa, Storie Mondiali: Maledetti rigori (1994), Sky Sport, 2014.